# Фріц фон Лоссберг
Фрідріх «Фріц» Карл фон Лоссберг (нім. Friedrich "Fritz" Karl von Lossberg; 30 квітня 1868, Бад-Гомбург — 4 травня 1942, Любек) — німецький воєначальник, генерал піхоти рейхсверу. Кавалер ордена Pour le Mérite з дубовим листям.

## Біографія
Представник знатного гессенського роду спадкових військовиків. Син генерал-майора Прусської армії Віктора фон Лоссберга (1835–1903) і його дружини Меллі, уродженої Туссе (1836–1926).
3 січня 1886 року вступив в Прусську армію. З жовтня 1894 року навчався в Прусській військовій академії, після закінчення якої служив у 2-му гвардійському полку в Берліні. З квітня 1898 року служив у Великому Генштабі, після чого служив у штабі 14-го корпусу в Карлсруе, з квітня 1905 року — в штабі 19-ї піхотної дивізії. З жовтня 1907 року — інструктор військової академії. В жовтні 1910 року повернувся в штаб 14-го корпусу. З жовтня 1912 року — начальник штабу 13-го корпусу.

### Перша світова війна
Учасник Арденнської битви. З січня 1915 року — заступник начальника оперативного відділу Великого Генштабу. З вересня 1915 року — начальник Генштабу 3-ї армії. Лоссберг став своєрідним пожежником Великого Генштабу, якого відправляли на найбільш загрозливі ділянки фронту. На другий день після початку наступу союзників на Соммі призначений начальником штабу 2-ї армії з наказом стабілізувати обстановку у зв'язку з загрозою прориву фронту. Лоссберг успішно це зробив, і після переформування раніше розформованої 1-ї армії з частин 2-ї армії став її начальником штабу.
В квітні 1917 року британці розпочали наступ під Аррасом, погрожуючи позиціям 6-ї армії. Великий Генштаб призначив Лоссберга начальником штабу 6-ї армії, і німецька оборона встояла. В червні 1917 року, коли після битви при Мессіні стало зрозуміло, що буде новий британський наступ, Лоссберг був призначений начальником Генштабу 4-ї армії. На відміну попередніх випадків, Лоссберг вперше отримав можливість організувати оборону до початку бою. Він успішно впорався з завданням, тому британцям не вдалося прорвати німецьку оборону в третій битві при Іпрі.
Лоссберг зіграв відносно незначну роль організації Весняного наступу Еріха Людендорфа. Коли німецький наступ зупинився, Людендорф у червні 1918 року ненадовго повернув Лоссберга у Великий Генштаб радником. Не в силах прийняти його пораду перейти до оборони, Людендорф у серпні 1918 року призначив Лоссберга начальником Генштабу групи армій «Бен». Лоссберг залишався на цій посаді до кінця жовтня, коли він став начальником штабу групи армій герцога Альбрехта Вюртемберзького.

### Після війни
Після закінчення війни Лоссберг залишився в армії, спочатку як начальник штабу вищого артилерійського командування «Південь» Східних прикордонних військ. Влітку 1919 року він став командиром 26-ї бригади, після чого був призначений начальником штабу 2-ї управлінської групи в Касселі. З 1 жовтня 1920 року — командир 6-ї дивізії і командувач 6-м військовим округом. З 1 січня 1925 року — командир 1-го групового командування в Берліні. 31 січня 1927 року вийшов у відставку.
Після виходу на пенсію Лоссберг присвятив себе письменницькій діяльності, опублікував кілька наукових статей і книжок, зокрема мемуари «Моя робота у роки Великої війни 1914–1918 рр.». Лоссберг був одним із найбільших знавців так званої глибокоешелонованої або еластичної оборони, яка стала офіційною доктриною німецької армії під час війни. Основне значення такої оборони полягає в тому, щоб тримати на передньому краї поля бою мінімальну кількість солдатів, щоб уникнути великих втрат від артилерії противника, і тримати в резерві значно більшу кількість солдатів, щоб після атаки противника вони можуть перейти в контратаку і повернути втрачені позиції. Вищезгадана доктрина організації оборони застосовувалася під час будівництва лінії Гінденбурга в 1917 та 1918 роках.
Після смерті Лоссберга Адольф Гітлер наказав організувати державний похорон, який відбувся 21 травня 1942 року. На похороні виступив генерал-полковник Фрідріх Фромм, який особисто зустрічався з Лоссбергом під час Першої світової війни, коли був командиром роти 94-го піхотного полку.

## Сім'я
В 1898 році одружився з Клеменс Герварт фон Біттенфельд (1876–1941), дочкою майора Прусської армії Луїса Герварта фон Біттенфельда. В пари народились 3 дочки і син, генерал-майор вермахту Бернгард фон Лоссберг. Зятем Лоссберга був генерал-полковник люфтваффе Ульріх Грауерт.

## Звання
- Фанен-юнкер (3 січня 1886)
- Другий лейтенант (17 вересня 1887)
- Перший лейтенант (16 червня 1894)
- Гауптман (29 березня 1900)
- Майор (27 січня 1907)
- Оберстлейтенант (16 січня 1913)
- Оберст (24 липня 1915)
- Генерал-майор (3 серпня 1917)
- Генерал-лейтенант (18 грудня 1920)
- Генерал піхоти (1 жовтня 1926)

## Нагороди
- Столітня медаль
- Орден Червоного орла 4-го класу
- Орден Корони (Пруссія) 3-го класу
- Хрест «За вислугу років» (Пруссія)
- Військовий орден Максиміліана Йозефа, лицарський хрест
- Орден «За військові заслуги» (Вюртемберг), командорський хрест
- Орден Вюртемберзької корони, лицарський хрест
- Орден Церінгенського лева, командорський хрест 2-го класу
- Орден Генріха Лева, лицарський хрест 1-го класу
- Орден Заслуг герцога Петра-Фрідріха-Людвіга, лицарський хрест 1-го класу
- Орден Білого Сокола, командорський хрест
- Залізний хрест 2-го і 1-го класу
- Медаль «За відвагу» (Гессен)
- Хрест «За військові заслуги» (Мекленбург-Шверін) 2-го класу
- Орден Альберта (Саксонія), лицарський хрест 2-го касу з мечами
- Ганзейський Хрест (Бремен)
- Хрест «За заслуги у війні» (Саксен-Мейнінген)
- Князівський орден дому Гогенцоллернів, почесний хрест 2-го класу з мечами
- Королівський орден дому Гогенцоллернів, лицарський хрест з мечами
- Орден «За військові заслуги» (Баварія) 3-го класу з мечами і короною
- Військовий орден Святого Генріха, командорський хрест 2-го класу
- Орден дому Саксен-Ернестіне, командорський хрест 1-го класу з мечами
- Pour le Mérite з дубовим листям
  - орден (21 вересня 1916)
  - дубове листя (24 квітня 1917)
- Орден Святого Йоанна (Бранденбург), лицар справедливості
- Почесний хрест ветерана війни з мечами
- Почесний громадянин міста Бад-Гомбург